# Women's Army Corps
Le Women’s Army Corps (WAC) était la branche féminine de l'armée américaine pendant la Seconde Guerre mondiale.
Créée à l'origine comme une unité auxiliaire, le Women’s Army Auxiliary Corps (WAAC), le 15 mai 1942, elle fut convertie en WAC en 1943. Elle perdura jusqu'en 1978. Plus de 150 000 femmes y servirent durant la Seconde Guerre mondiale.

## Histoire
Le 28 mai 1941, Edith Nourse Rogers, représentante du Congrès du Massachusetts, a présenté un projet de loi pour la création des WAAC.
Mais il faut attendre le 15 mai 1942 pour que la loi soit votée et signée par Franklin Delano Roosevelt. Une section autorisant l'enrôlement de 150 000 bénévoles mais temporairement limitée par décret à 25 000.

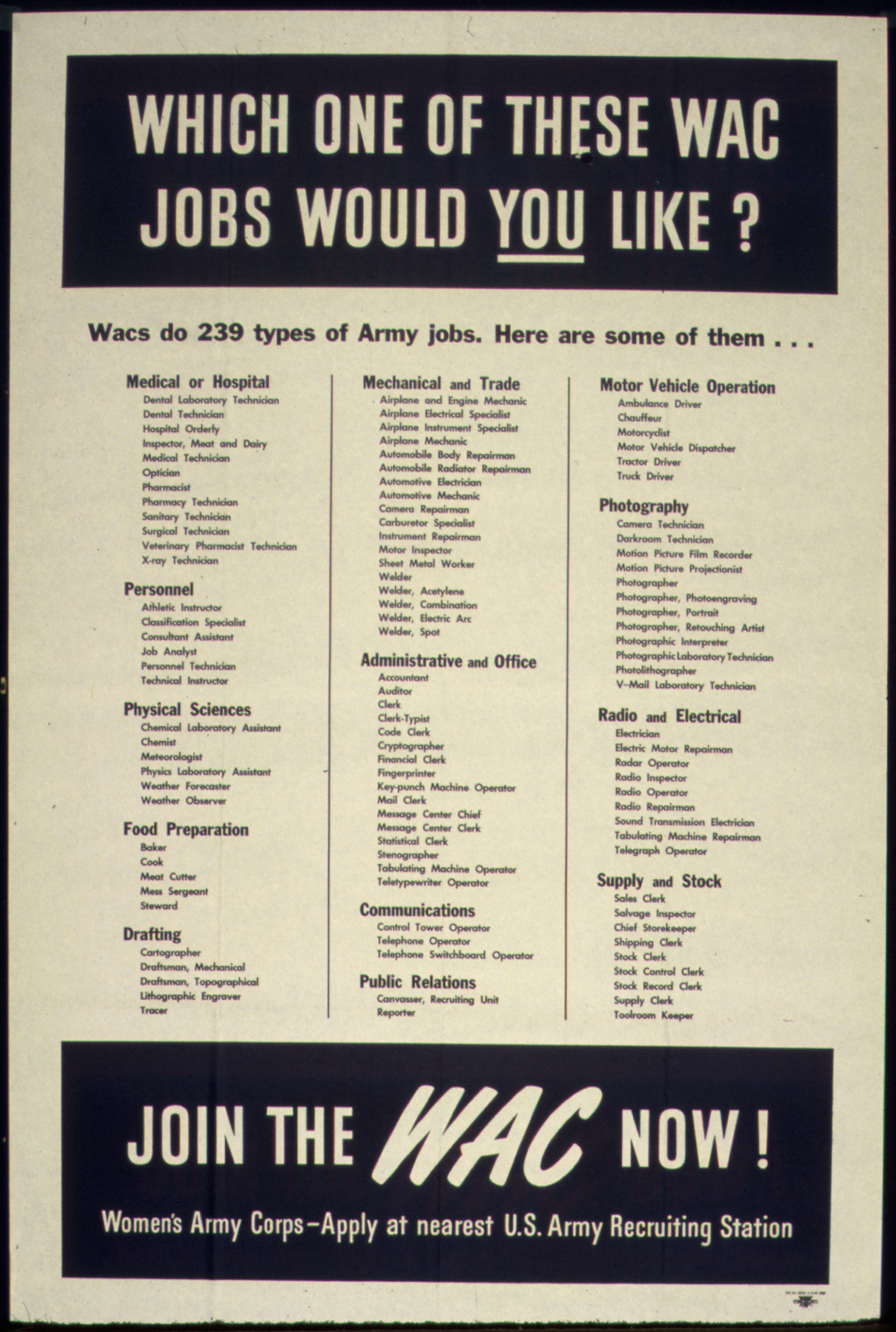
« Quel emploi dans le WAC aimeriez-vous ? » « Rejoignez le WAC maintenant » - NARA.

Les WAAC ont été calquées sur les unités britanniques comparables, en particulier les ATS, qui ont attiré l'attention du chef d'état-major George Marshall. En 1942, le premier contingent de 800 membres du Corps auxiliaire féminin de l'Armée a commencé une formation de base au Fort Des Moines Provisional Army Officer Training School dans l'Iowa sous le commandement du colonel Don C. Faith. Les femmes ont été équipées avec des uniformes, interrogées, attribuées à des compagnies et à des casernes et vaccinées contre des maladies au cours de la première journée.
Les WAAC ont d'abord été formés en trois grandes spécialités, les standardistes, les mécaniciennes et les boulangères (considérées comme les moins bonnes recrues). D’autres spécialités ont été ouvertes par la suite comme greffière postale, pilote, sténographe et commis-dactylographe.
Les femmes avaient un salaire identique à celui des hommes mais n’avaient pas accès aux primes de risque, de paie supplémentaire pour déplacement à l’outre-mer, et assurance. Elles n’étaient pas considérées comme faisant partie de l’armée en 1942.
Il faut attendre juillet 1943 pour que la législation change et transforme les WAAC en WAC, corps faisant partie de l’armée américaine.
Le corps fut dissous en 1978.

## Insigne

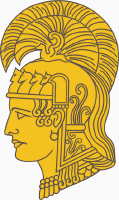
Insigne Pallas Athene.

L'insigne officiel des WAC est le Pallas Athene.

## Liste des directrices
| Directrices                                  | Année du mandat |
| -------------------------------------------- | --------------- |
| Colonel Oveta Culp Hobby                     | 1942–1945       |
| Colonel Westray Battle Boyce                 | 1945–1947       |
| Colonel Mary A. Hallaren                     | 1947–1953       |
| Colonel Irene O. Galloway                    | 1953–1957       |
| Colonel Mary Louise Milligan Rasmuson        | 1957–1962       |
| Colonel Emily C. Gorman                      | 1962–1966       |
| Brigadier General Elizabeth P. Hoisington    | 1966–1971       |
| Brigadier General Mildred Inez Caroon Bailey | 1971–1975       |
| Brigadier General Mary E. Clarke             | 1975–1978       |